# Amorphochelus fairmairei
Amorphochelus fairmairei är en skalbaggsart som beskrevs av Von Dalle Torre 1912. Amorphochelus fairmairei ingår i släktet Amorphochelus och familjen Melolonthidae. Inga underarter finns listade i Catalogue of Life.